# Poundstretcher

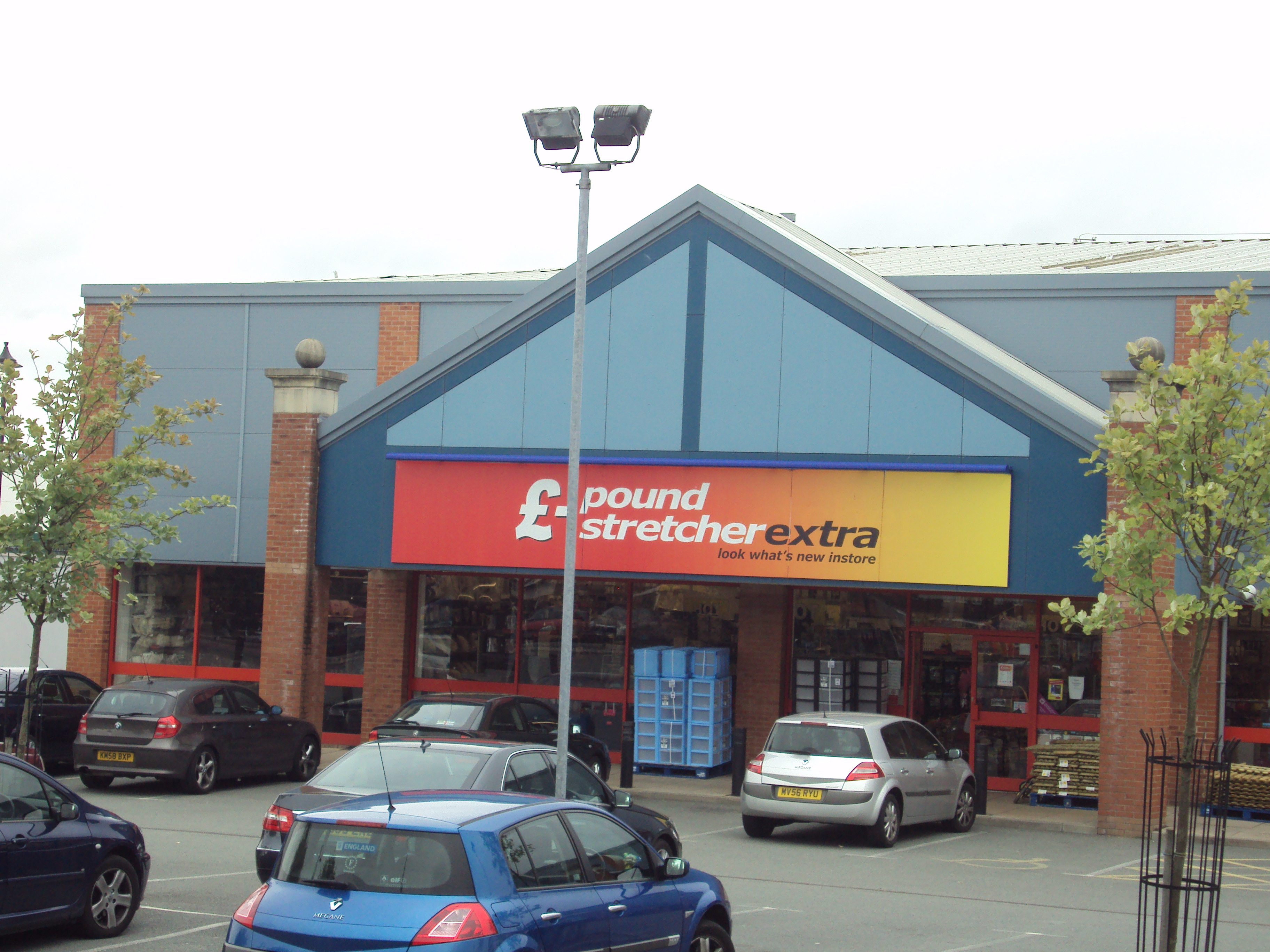
Poundstretcher Extra

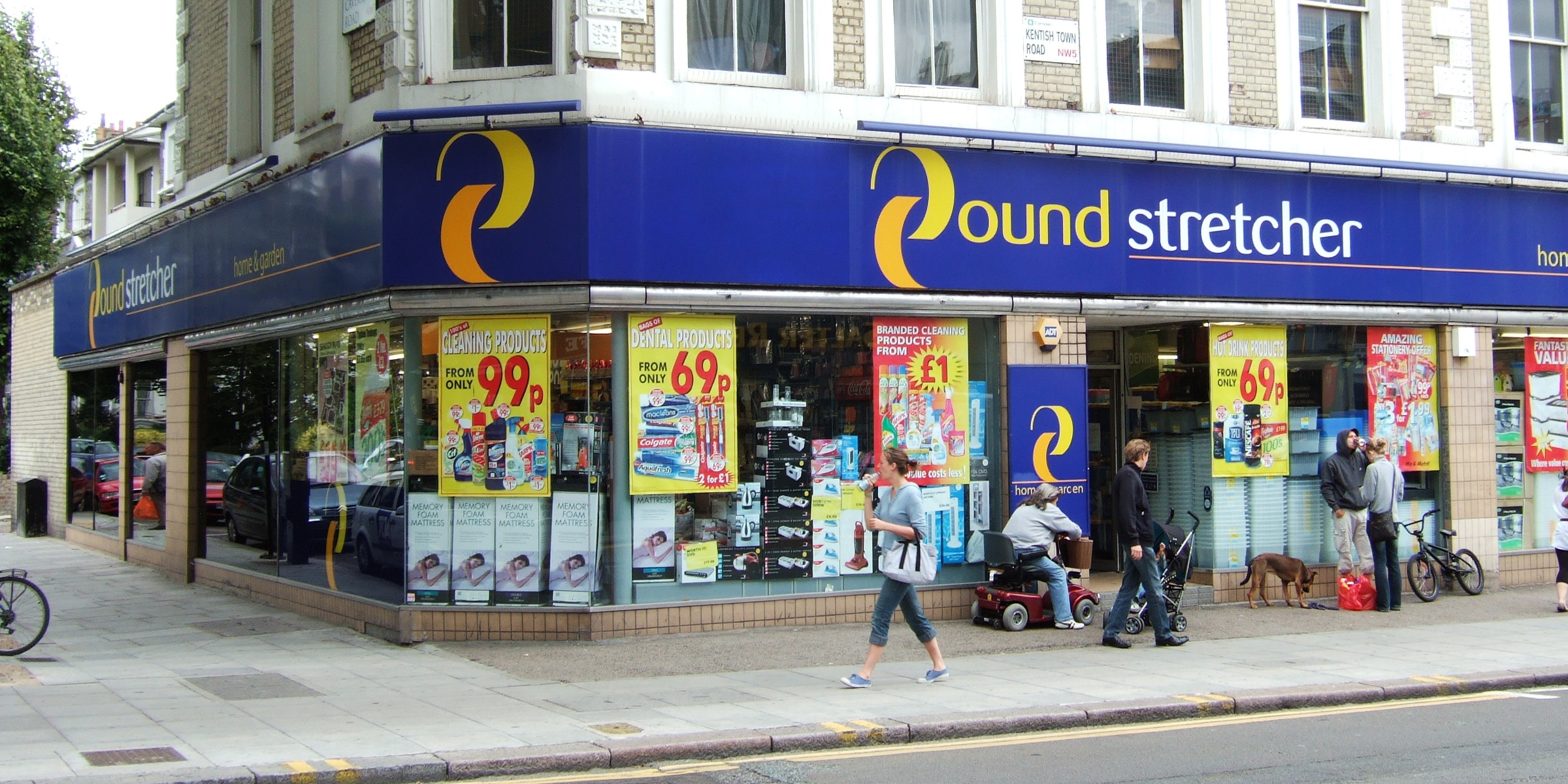
Poundstretcher

Poundstretcher (anciennement appelé £ -stretcher et également connu sous le nom de ... instore) est une chaîne de magasins à prix réduits opérant au Royaume-Uni. Il est basé à Deighton, Huddersfield. 

## Histoire
Poundstretcher a été créé en 1981 par Paul Appell et Stephen Fearnley. Elle est devenue une filiale de Brown & Jackson plc, une entreprise de construction créée 1923, en mars 1989. 
En 1995, Pepkor, la plus grande société de vente au détail d’Afrique du Sud, a acquis une participation de contrôle dans Brown & Jackson plc et l’a également re-financé. Brown & Jackson a rapidement pris de l'expansion avec l'achat de magasins Ce que tout le monde veut et Vos magasins plus en octobre 1997 et de l'Entrepôt Brunswick en janvier 2000. En 2000, le groupe a poursuivi son développement organique, notamment avec sa première opération à l’étranger avec l’ouverture de 6 magasins en Pologne. 
En 2002, le groupe a entamé une restructuration majeure. Le conseil s’est engagé à céder les filiales commerciales autres que Poundstretcher Ltd et cette cession s’est achevée le 27 septembre 2002. En 2003, la société a entrepris de renommer la société ...Instore plc. Les magasins Poundstretcher ont donc été progressivement renommés en ... instore. Cependant, en 2006, un nouveau directeur général a conclu que le changement de marque ne fonctionnait pas et, à partir de juin 2009, de nouveaux magasins ont été ouverts sous le nom de Poundstretcher après l'acquisition d'Instore plc par le Crown Crest Group. En septembre 2012, le groupe comptait 400 magasins au Royaume-Uni.   
En septembre 2009, la nouvelle marque de Poundstretcher fut révélée. Un nouveau logo et slogan furent créés : « Poundstretcher: Look What's New Instore! » et « Bienvenue dans le magasin de valeur d'origine. » Les grands magasins s'appellent désormais Poundstretcher Extra. Depuis 2011, le slogan est « chaque centime compte... » 
En mai 2011, la société a acheté Alworths,. Le 6 février 2012, Poundstretcher a acquis 20 magasins de la chaîne UGO après son placement en administration judiciaire. En septembre 2012, il a été annoncé que 14 des 20 magasins rachetés seraient fermés et que les 6 points de vente les plus rentables resteraient dans le groupe,,. 
En 2018, après que Poundworld eut fermé, Poundstretcher a commencé à ouvrir d'anciens magasins sous l'enseigne Bargain Buys qui était le nom précédemment utilisé par l'ancienne société. On ignore si le nom Bargain Buys a été vendu à Poundstretcher, car rien n’a été confirmé à ce sujet. 

## Part de marché
En 2004, la chaîne comptait plus de 338 magasins dans l’ensemble du Royaume-Uni. Son slogan était « meilleur que jamais », bien que les magasins furent ensuite commercialisés sous l'enseigne ... instore, avec les mêmes offres et le slogan « Smart Shop, Live Well. »

## Produits
Poundstretcher vend une vaste gamme de produits, notamment des aliments et des boissons, des articles ménagers, des vêtements, des articles de jardinage, des jouets, des articles de décoration de maison, des articles de papeterie, des articles ménagers et de nombreux autres articles. Certains magasins ont également un magasin Pic'n'Mix, fourni par Candyking, qui se serait inspiré de Woolworths après sa disparition.  

## Propriété
Après avoir vendu Poundstretcher à Philip Harris, M. Appell et M. Fearnley ont acquis le contrôle d’un commerce de détail défaillant, United News Shops, qu’ils ont réussi à relancer. C'est maintenant le plus grand magasin de vente de produits de dépannages et de cafétéria desservant les hôpitaux britanniques. En mars 2008, United News Shops fut vendu à WH Smith. 
Le groupe Poundstretcher appartient désormais au groupe Crown Crest, dirigé par les frères Rashid et Aziz Tayub. 

## Hors du Royaume-Uni
En avril 2012, Poundstretcher a ouvert son premier magasin hors du Royaume-Uni, au Madina Mall, à Dubaï, aux Émirats arabes unis,,,. 

## Sauver Poundstretcher
En août 2018, Channel 4 a diffusé Saving Poundstretcher sur les tentatives de l'ancien propriétaire de Poundworld, Chris Edwards, de revitaliser la chaîne. 

## Voir également
- Poundland